# Kolozsvári Zsigmond
Kolozsvári Zsigmond (külföldön: Sigismond Kolos-Vary) (Bánffyhunyad [jelenleg Románia], 1899. május 19. – Svájc, La Chaux-de-Fonds, 1983. június 23.) magyar származású festő, grafikus, szobrász, a Párizsi iskola tagja.

## Életpályája
Kolozsvári (Grün) Lajos kereskedő és Farkas Franciska (1872–1905) fia. Édesanyját fiatalon elvesztette, majd apja ismét megnősült. 1918–1925 között végezte el a Magyar Iparművészeti Főiskolát; ezalatt Olaszországban járva a reneszánsz festő, Paolo Uccello hatása alá került. 1926-ban Svájcba és Spanyolországba látogatott, ám Párizsban telepedett le, csatlakozott a Párizsi iskola művészeihez. 1936-ban társult a Stanley Hayter vezette Ateliers 17 stúdióhoz. 1940-ben csatlakozni akart feleségével a francia ellenálláshoz. Hamis papírokkal akartak bejutni az országba, azonban a demarkációs vonalnál letartóztatás várt rájuk, s mint „”külföldi zsidók”, a Gurs-i internálótáborba kerültek. 1943-ban szabadultak ki, majd Svájcban találtak menedéket, ahol azonban nyolc hónapot fogolytáborban kellett tölteniük. 1945 őszén feleségével és fiatal táncosnő barátnőjével – akit Svájcban ismert meg – visszatért Franciaországba. Három évvel később feleségül vette barátnőjét, akitől megszületett François nevű fia. 1955-ben megkapta a francia állampolgárságot.
Elsősorban festészete jelentős. A kezdeti expresszionista képek után mintegy évtizednyi szürrealista korszak következett. Később ismétlődő mértani formák kombinációjaként ábrázolt tájak jelentek meg képein, 1950–1954 között absztrakt képeket festett, 1971-től induló utolsó festői korszakára a lírai kompozíciók voltak jellemzők.
Házastársa Wahl Aranka volt, akivel 1925. március 16-án Budapesten, a Terézvárosban kötött házasságot. Sógornője Vál Valéria ötvösművésznő.

## Művei közgyűjteményekben
- Musée de Lille, M. d'Arsquo
- Art Moderne de la Ville de Paris, M. d'Arsquo
- Alger, La Chaux de Fonds (CH), Milwaukee (USA)
- Jeruzsálem
- Szépművészeti Múzeum, Budapest
- Janus Pannonius Múzeum, Pécs.

## Kiállításai

### Egyéni kiállítások
- 1928-tól Párizs
- 1943, 1945 – Genf
- 1959 – New York, Nyugat-Berlin
- 1969 – Oslo
- 1962, 1966, 1970 – Rotterdam
- 1972 – Műcsarnok [Pierre Székellyel]
- 1973 – Lisszabon
- 1983 – Hommage à Kolos-Vary, Boulogne-Billancourt.

### Válogatott csoportos kiállítások
- 1947 – Európai Iskola - Francia-magyar kiállítás, Salon d'Arsquo – Automne, Salon de Mai, Salon de Comparaison (Párizs)
- 1961 – Ecole de Paris, Japán
- 1970 – Párizsi Magyarok, G. e Zunini
- 1982 – Tisztelet a szülőföldnek. Külföldön élő magyar származású művészek kiállítása, Műcsarnok, Budapest.